# Singularitarisme
Le singularitarisme est un mouvement social défini par la croyance en une singularité technologique (la création d'une superintelligence) qui devrait se produire dans un futur pas trop éloigné, et la nécessité d'actions délibérées pour s'assurer que cela bénéficiera à l'humanité.
Les singularitaristes se distinguent d'autres futurologues croyant également à la possibilité d'une singularité en cela qu'ils pensent qu'elle est non seulement possible, mais souhaitable si elle est contrôlée prudemment. Cela les amène parfois à consacrer leurs vies à des actions qu'ils pensent contribuer à son arrivée rapide mais sûre.

## Définitions
Raymond Kurzweil, auteur de Humanité 2.0 (2005), définit un singularitariste comme quelqu'un « qui comprend la Singularité et qui a réfléchi à ses conséquences pour sa propre vie » ; il pense que la singularité technologique se produira vers 2045.
Le magazine Time décrit la vision du monde des singularitaristes en disant « qu'ils pensent en termes de longue durée, ils pensent que la technologie peut changer l'Histoire, ils ont peu d'intérêt pour les opinions conventionnelles, et ils ne parviennent pas à croire que vous puissiez mener votre vie tranquillement comme si la révolution de l'intelligence artificielle n'allait pas soudain exploser et tout changer. ».

## Historique
Le singularitarisme devint une idéologie cohérente en 2000, lorsque Eliezer Yudkowsky écrivit The Singularitarian Principles,, dans lequel il la décrit comme « une croyance en la singularité, événement séculier et non mystique, possible et désirable pour le monde, et vers lequel il convient d'œuvrer. ».
En juin 2000, Yudkowsky, avec le soutien des entrepreneurs d'Internet Brian Atkins et Sabine Atkins, fonda le Machine Intelligence Research Institute cherchant à créer une intelligence artificielle amicale. Les publications du MIRI développent l'idée selon laquelle une IA capable d'améliorer son programme amènerait rapidement au développement d'une superintelligence ; ces singularitaristes pensent qu'atteindre la singularité rapidement et sans danger est le moyen le plus sûr de minimiser les risques existentiels.
Beaucoup de gens pensent que la singularité technologique est possible sans pour autant adopter l'éthique singularitariste. Bien qu'il soit difficile de faire des estimations précises, le singularitarisme est un mouvement minoritaire, même s'il inclut des transhumanistes influents, comme le philosophe Nick Bostrom, ou le futuriste Raymond Kurzweil, qui a largement contribué à le populariser avec son livre de 2005, Humanité 2.0.
Avec le soutien de la NASA, de Google et d'un large ensemble de développeurs de nouvelles technologies et de technocapitalistes (en), la Singularity University s'est ouverte en juin 2009 au parc de recherche de la NASA dans la Silicon Valley, avec l'objectif de préparer la prochaine génération de dirigeants aux défis posés par des changements accélérés.
En juillet 2009, beaucoup de singularitaristes connus participèrent à une conférence organisée par l'Association for the Advancement of Artificial Intelligence pour discuter l'impact potentiel des robots et des ordinateurs, de la possibilité qu'ils puissent devenir autonomes, et des risques et menaces que cela présentait (en particulier, d'une révolte des machines). Outre le fait que certains robots ont acquis diverses formes de semi-autonomie, allant de la recherche de prises pour se recharger au choix de cibles à attaquer, ces experts firent remarquer que certains virus informatiques peuvent activement lutter contre leur élimination, et ont atteint « le niveau d’intelligence des blattes. » Ils ajoutèrent que si une apparition de la conscience telle que la dépeint souvent la science-fiction est peu vraisemblable, d’autres problèmes et dangers ne sont nullement à exclure ; ils critiquèrent ainsi l'usage de robots militaires, particulièrement si ceux-ci possèdent un certain degré d'autonomie ; le président de l'AAAI a demandé à un groupe d'étude d'approfondir cette question.

## Accueil critique
Des journalistes ont comparé le singularitarisme à une religion, John Horgan déclarant ainsi :

« Il faut l'admettre, la singularité est une croyance religieuse plutôt qu'une vision scientifique. Ken MacLeod l'a baptisé ”l'ascension des nerds,” une allusion aux prophéties eschatologiques où Jésus emporte les fidèles au ciel, en laissant les pêcheurs en arrière. Ce désir de transcendance, spirituelle ou technologique, n'est que trop compréhensible. Nous faisons face à des problèmes et à des dangers mortellement sérieux, parmi lesquels le terrorisme, la prolifération nucléaire, la surpopulation, la pauvreté et la famine, la dégradation de l'environnement, le changement climatique, la diminution des ressources, etc. Les ingénieurs et les scientifiques devraient nous aider à y faire face, plutôt que de se complaire dans des fantaisies telles que la singularité. »

 Kurzweil rejette ce point de vue, affirmant que ses prédictions reposent sur des données objectives, montrant une augmentation exponentielle de la puissance des ordinateurs dans le passé.